# 波波夫卡农村居民点 (罗索希区)
波波夫卡农村居民点（俄语：Поповское сельское поселение）是俄罗斯联邦沃罗涅日州罗索希区所属的一个农村居民点。其下辖有4个居民点，行政中心为波波夫卡。据2016年统计，该农村居民点的人口为2545人。